# Andoharano decaryi
Andoharano decaryi is een spinnensoort in de taxonomische indeling van de spleetwevers (Filistatidae).
Het dier behoort tot het geslacht Andoharano. De wetenschappelijke naam van de soort werd voor het eerst geldig gepubliceerd in 1945 door Jean-Louis Fage.